# Lionel Delatour
Lionel Delatour (* 1951) ist ein haïtianischer Diplomat und Wirtschaftsfunktionär. Er wurde am 12. März 2025 als Botschafter seines Landes in den Vereinigten Staaten nominiert.

## Leben
Delatour kam als Kind im Jahr 1966 nach New York. Er schloss 1969 die Calvin Coolidge High School ab. 1977 machte er seinen Bachelor of Science an der Georgetown University. Aufgrund seiner Sprachkenntnisse und durch Empfehlung der Universität wurde er vom US-Außenministerium als Betreuer und Dolmetscher in einem Programm für afrikanische Studenten, die die USA besuchten, beschäftigt.
Im Jahr 1979 wurde Delatour von der Botschaft Haitis in Washington angestellt. Dort blieb er bis 1988. Als er aus dem diplomatischen Dienst ausschied, zog er nach Massachusetts. An der Harvard University, Kennedy School of Government, machte er einen Master in öffentlicher Verwaltung.
Im Jahr 1992, ein Jahr nach dem Staatsstreich gegen Jean-Bertrand Aristide, begann er seine Karriere als Berater für Politik und Analyst. Als Spezialist für die USA widmete er sich vor allem den Beziehungen zwischen Port-au-Prince und Washington. Er konnte in der Folgezeit entscheidend dazu beitragen, dass die Vereinigten Staaten durch Vereinbarungen im wirtschaftlichen Bereich positive Entwicklungen im produzierenden Sektor in Haiti herbeiführten und nachhaltig unterstützten.
Im Jahr 1993 gehörte er zu den Gründern des Centre Pour la Libre Entreprise et la Démocratie (CLED), das sich in den Bereichen der Wirtschaft und der öffentlichen Ordnung Haitis engagierte.
Delatour ist Mitglied der Association des industries d’Haïti (ADIH) und Honorarkonsul von Barbados in Haiti.

## Familie
Lionel Delatours ältester Bruder Leslie Delatour war u. a. als Gouverneur der Banque de la République d’Haïti einer der einflussreichsten Entscheider in der Wirtschaft Haitis gegen Ende des 20. Jahrhunderts. Leslie verstarb im Jahr 2001 und seine Witwe heiratete in zweiter Ehe René Préval, Präsident von Haiti 1996 bis 2001 und 2006 bis 2011, mit dem Lionel somit verschwägert war.
Delatour selbst ist verheiratet und hat drei Kinder.